# Luci Celi Antípatre
Luci Celi Antípatre (llatí: Lucius Cælius Antipater) va ser un jurista romà i historiador del segle ii aC.
Pomponi el considera més un orador que un jurista i Ciceró, en canvi, apreciava més els seus coneixements com a jurista que com a orador o historiador. Era contemporani de Gai Grac, que va morir l'any 121 aC. L'orador Luci Licini Cras va ser deixeble seu.
Va ser el primer que va intentar donar a la història de Roma un estil literari propi, i convertir-la en alguna cosa més que un llistat d'esdeveniments, però el seu llenguatge era poc elegant i no gaire polida. Els seus escrits jurídics no s'han conservat. Va escriure també una història de la Segona Guerra Púnica i uns Annales (dels que potser la guerra púnica només era una part). Es diu que Hadrià va preferir a Antípatre com historiador que a Sal·lusti. Antípatre va seguir i imitar la Història que havia escrit en grec Silè de Calàtia, i els Origines de Cató. Titus Livi el cita amb una consideració respectuosa però es desentén de la seva autoritat.
No s'ha de confondre amb Celi Sabí, el jurista que esmenta el Digest de vegades només com a Celi.